# Иностранная литература
«Иностра́нная литерату́ра» («ИЛ») — советский и российский литературно-художественный журнал. Специализируется на публикации переводной литературы. Основан в июле 1955 года как орган правления Союза писателей СССР. Выходит раз в месяц, объём одного номера — 288 полос. Главный редактор — Александр Ливергант (с 2008).

## История
Редакция считает «Иностранную литературу» преемницей журнала «Вестник иностранной литературы», выходившего в Российской империи с 1891 по 1916 год. Непосредственными же предшественниками «ИЛ» были советские журналы «Вестник иностранной литературы» (1928—1930), «Литература мировой революции» (1931—1932) и «Интернациональная литература» (1933—1943).
По словам Александра Ливерганта, в советские годы «Иностранная литература» являлась символом «несуществующего либерализма в стране». Для советских читателей журнал был, в частности, единственной возможностью познакомиться с творчеством многих крупных западных писателей, в том числе тех, книги которых в СССР не выходили или редко выходили отдельными изданиями по идеологическим соображениям. Тираж «ИЛ» достигал нескольких сотен тысяч экземпляров. Как вспоминала переводчик Наталья Трауберг, журнал пользовался спросом и у её коллег, которые стремились сотрудничать с редакцией «ИЛ», поскольку «нигде такого не издавалось, как там».
В журнале впервые в СССР были представлены романы Джерома Дэвида Сэлинджера «Над пропастью во ржи» (1960, № 11; переиздание в составе сборника — 1965), Харпер Ли «Убить пересмешника» (1963, № 3—4; переиздание отдельной книгой и в виде номера журнала «Роман-газета» — 1964), Уильяма Фолкнера «Осквернитель праха» (1968, № 1—2; переиздание в составе сборника — 1973), «Шум и ярость» (1973, № 1—2; переиздание в составе собрания сочинений — 1985), Уильяма Голдинга «Шпиль» (1968, № 10; переиздание в составе сборника — 1981), Габриэля Гарсиа Маркеса «Сто лет одиночества» (1970, № 6—7; отдельное издание — 1971), Ясунари Кавабаты «Стон горы» (1973, № 9—10; переиздание в составе сборника — 1986), Эдгара Л. Доктороу «Рэгтайм» (в переводе Василия Аксёнова, 1978, № 9—10; переиздание — 2000), Стивена Кинга «Мёртвая зона» (1984, № 1—4; отдельное издание — 1987), пьесы Жана-Поля Сартра «Лиззи» (1955, № 1, переиздание в составе сборника — 1967), Эдварда Олби «Смерть Бесси Смит» (1964, № 6; переиздание в составе сборника — 1976), Эжена Ионеско «Носорог» (1965, № 9; переиздание в составе сборника — 1991) и др.
Первым главным редактором «Иностранной литературы» стал писатель и журналист Александр Чаковский (1955—1963). Затем журнал возглавляли критик Борис Рюриков (1963—1969), переводчик Константин Чугунов (и. о.), филолог Николай Федоренко (1970—1988), писатель Чингиз Айтматов (1988—1990), литературовед Владимир Лакшин (1990—1993), журналист Алексей Словесный (1993—2005), критик Алексей Михеев (2005—2008). В настоящее время изданием руководит переводчик Александр Ливергант.
С 13 февраля по 5 мая 2018 года журнал проводил краудфандинговую кампанию с целью собрать 1,5 млн рублей для приобретения авторских прав на перевод лучших мировых авторов, мотивировав такой шаг отсутствием спонсора и возросшей трудностью выпуска бумажной версии журнала в современных реалиях. По итогам кампании была собрана 601 тыс. рублей — около 40 % от необходимой суммы.

## Международный совет
- Ван Мэн
- Матей Вишнек
- Милан Кундера
- Кэндзабуро Оэ
- Роберт Чандлер